# 埃戈里夫卡 (布拉特西克區)
47°50′53″N 31°32′50″E / 47.84806°N 31.54722°E
埃戈里夫卡（烏克蘭語：Єгорівка），是烏克蘭南部的村莊，隸屬尼古拉耶夫州的沃茲涅先斯克區。該村面積0.11平方公里，海拔高度94米，2001年人口19，人口密度每平方公里172.7人。